# Родгау
Родгау (на немски: Rodgau, Rothgau, Rohtgau, Rotgau, Robgau) е част от средновековното франкско гауграфство Майнгау на територията на реките Рейн и Майн в Хесен, Германия.
Родгау е унтер-гау на Майнгау. Другите унтер-гау са били Кинциггау, Бахгау и Плумгау.

## История
Името му идва от малката рекичка Родау. Територията на Родгау се разделя през Средновековието на следните собственици:
- Абатство Зелигенщат
- Господарите на Епщайн
- Господарите на Хаген-Мюнценберг
- Господарите на Хойзенщам

Офенбах ам Майн с днешните му части Бюргел и Румпенхайм отиват на други собственици.